# Takashi Miura
Takashi Miura (三浦 隆司, nacido el 14 de mayo de 1984 en Yamamoto, Akita) es un boxeador profesional japonés. Fue campeón hasta el 21 de noviembre de 2015 Peso Superpluma del WBC, siendo derrotado por el mexicano Francisco Vargas.
Miura Obtuvo el título al vencer al entonces campeón Mexicano Gamaliel Díaz a través de un TKO en el noveno asalto, dicha pelea era la primera defensa de Díaz en Tokio en el Kokugikan, el 8 de abril de 2013.

### Takashi Miura vs. Francisco "El Bandido" Vargas
La pelea entre Takashi Miura y Francisco "El Bandido" Vargas tuvo lugar el 21 de noviembre de 2015 en el marco del campeonato de peso superpluma del Consejo Mundial de Boxeo (WBC). En el noveno asalto, Vargas logró conectar un golpe decisivo que resultó en un nocaut técnico sobre Takashi Miura. El árbitro intervino y puso fin a la pelea, otorgando la victoria a Vargas.

### Miura vs Berchelt
La pelea tuvo lugar en el recinto The Forum en Inglewood, California, Estados Unidos el 15 de julio de 2017. Al final, Miguel Berchelt salió victorioso al derrotar a Miura por decisión unánime después de 12 asaltos.